# Inhale/Exhale
Inhale/Exhale ist das Debütalbum des deutschen Rappers LX. Es erschien am 14. Januar 2021 über die Labels 187 Strassenbande und Chapter ONE als Standard-Edition und als Boxset, inklusive u. a. Bauchtasche, T-Shirt und DVD.

## Produktion
Das Album wurde von den Musikproduzenten P.M.B., DeeVoe (je 8 Songs), Jambeatz (5), The Cratez, The Royals (je 2), Minti, Dio Mudara, Beatzarre und Djorkaeff (je 1) produziert.
Beim gesamten Album war für das Mixing und Mastering der Berliner Tontechniker Lex Barkey verantwortlich.

## Covergestaltung
Das Albumcover ist komplett in Schwarz-weiß gehalten und zeigt das Gesicht des Interpreten, der die Augen geschlossen hat und Rauch ausatmet. Am linken Rand steht der Schriftzug Inhale von oben nach unten geschrieben, am rechten Rand der zweite Teil des Albumtitels Exhale von unten nach oben, jeweils in weißen Linien dargestellt. Unten mittig befindet sich der Schriftzug LX ebenfalls in Weiß.

## Gastbeiträge
Auf elf Liedern des Albums sind neben LX weitere Künstler vertreten. So ist jedes 187-Strassenbande-Mitglied auf mindestens einem Song als Gastmusiker vertreten: Maxwell auf Staub, Gzuz auf Kollektiv, Sa4 auf Stoff sowie Bonez MC auf Auf mein Fahrrad und Bout that Time, wobei auf letzterem zusätzlich Volo beteiligt ist. Des Weiteren hat der Rapper Estikay einen Gastauftritt in der Single Hennessy, während der deutsche Rapper und Sänger Gallo Nero auf dem Song Enemies zu hören ist. Pesola ist eine Zusammenarbeit mit Rasty Kilo und auf Kryptophon tritt der polnische Rapper Malik Montana in Erscheinung. Tovaritch unterstützt LX auf dem Track Transport, während der Hamburger Rapper Bozza einen Gastbeitrag auf Hamburg 98 hat.

## Titelliste
| #  | Titel                | Gastmusiker    | Produzent(en)                  | Länge |
| -- | -------------------- | -------------- | ------------------------------ | ----- |
| 1  | Bubblegum OG (Intro) |                | P.M.B.                         | 1:18  |
| 2  | Boyz n the Hood      |                | P.M.B.                         | 2:11  |
| 3  | Staub                | Maxwell        | DeeVoe, Jambeatz               | 2:13  |
| 4  | Therapie             |                | DeeVoe, P.M.B., The Cratez     | 2:27  |
| 5  | Bout that Time       | Bonez MC, Volo | DeeVoe, P.M.B.                 | 3:03  |
| 6  | Haifisch             |                | P.M.B.                         | 2:33  |
| 7  | Kollektiv            | Gzuz           | DeeVoe, The Cratez, The Royals | 2:29  |
| 8  | Horay                |                | P.M.B.                         | 2:46  |
| 9  | Hennessy             | Estikay        | DeeVoe, Jambeatz               | 2:41  |
| 10 | Enemies              | Gallo Nero     | DeeVoe, Minti, The Royals      | 2:33  |
| 11 | Pesola               | Rasty Kilo     | Jambeatz                       | 3:04  |
| 12 | Kryptophon           | Malik Montana  | DeeVoe, Dio Mudara             | 2:42  |
| 13 | Bunte Packs          |                | Jambeatz                       | 2:38  |
| 14 | Auf mein Fahrrad     | Bonez MC       | DeeVoe, P.M.B.                 | 2:28  |
| 15 | Transport            | Tovaritch      | Jambeatz                       | 2:50  |
| 16 | Stoff                | Sa4            | P.M.B.                         | 3:07  |
| 17 | Hamburg 98           | Bozza          | Beatzarre, Djorkaeff           | 3:12  |

## Charterfolge und Singles
Inhale/Exhale stieg am 22. Januar 2021 auf Platz eins in die deutschen Albumcharts ein. Es ist das zweite Nummer-eins-Album für LX in Deutschland und nach dem Kollaboalbum Obststand 2 das erste als Solokünstler. In derselben Woche belegte das Album auch die Chartspitze der deutschen Hip-Hop-Charts sowie die Spitzenposition der deutschen deutschsprachigen Albumcharts. Beide Chartlisten führte LX ebenfalls zum zweiten Mal nach Obststand 2 an. Am 24. Januar 2021 erreichte das Album Rang zwei in der Schweizer Hitparade sowie ebenfalls Rang zwei in Österreich am 29. Januar 2021. Für LX ist es jeweils das zweite Top-10-Album in Österreich und der Schweiz, als Solokünstler jedoch das erste.
In den deutschen Album-Jahrescharts 2021 belegte Inhale/Exhale Platz 58.
| ChartsChartplatzierungen | Höchstplatzierung | Wochen |
| ------------------------ | ----------------- | ------ |
| Deutschland (GfK)        | 1 (4 Wo.)         | 4      |
| Österreich (Ö3)          | 2 (3 Wo.)         | 3      |
| Schweiz (IFPI)           | 2 (3 Wo.)         | 3      |

| ChartsJahrescharts (2021) | Platzierung |
| ------------------------- | ----------- |
| Deutschland (GfK)         | 58          |

Die erste Single Bunte Packs wurde am 1. Oktober 2020 zum Download ausgekoppelt und erreichte Rang 74 der deutschen Singlecharts. Am 15. Oktober wurde der Song Hennessy (feat. Estikay) veröffentlicht, der Position 39 der deutschen Charts belegte. Die dritte Auskopplung Kollektiv (feat. Gzuz) erschien am 5. November und stieg in Deutschland auf Rang fünf, in Österreich auf Position neun und in der Schweiz auf Platz 23 in die Hitparade ein. Mit der am 17. Dezember veröffentlichten vierten Single Kryptophon (feat. Malik Montana) verfehlten die beiden Interpreten die Singlecharts, das Lied konnte sich jedoch auf Rang drei der deutschen Single-Trend-Charts am 25. Dezember 2020 platzieren. Eine Woche vor Albumveröffentlichung folgte die letzte Single Auf mein Fahrrad in Kooperation mit Bonez MC, der Song belegte in den Singlecharts Platz neun in Deutschland, 13 in Österreich sowie 31 in der Schweiz.
Zu den ersten vier Singleauskopplungen wurden auch Musikvideos veröffentlicht.
Nach Erscheinen des Albums konnte sich zudem das Lied Horay aufgrund von Streaming und Downloads in Deutschland auf Rang 97 in den Singlecharts platzieren.

## Rezeption
| Professionelle Bewertungen | Professionelle Bewertungen |
| -------------------------- | -------------------------- |
| Kritiken                   |                            |
| Quelle                     | Bewertung                  |
| laut.de                    | [ 13 ]                     |

Auf laut.de erhielt das Album zwei von möglichen fünf Punkten. Der Rezensent Frieder Haag meint, LX lasse „auf seinem Solodebüt Inhale/Exhale nichts anbrennen“ und halte sich „17 Tracks lang wenig mit Kleinigkeiten wie Abwechslung auf.“ Kritisiert wird, dass LX „auf die immer gleichen Geschichten auf den immer gleichen Beats mit den immer gleichen Features“ setze, wenn auch der Song Kollektiv sowie der „Drill-Sound“ der Instrumentals positiv hervorgehoben werden. Die Tracks Pesola und Kryptophon mit einem italienischen bzw. polnischen Featuregast würden auf einer „nicht-inhaltlichen Ebene“ mit „der sprachlichen Abwechslung durchaus Spaß machen“, jedoch wird das vermittelte Welt- und Frauenbild als Schwäche ausgelegt.